# مرحلة خروج المغلوب في دوري أبطال آسيا 2004
مرحلة خروج المغلوب من دوري أبطال آسيا 2004 بدأت في 14 سبتمبر مع الدور ربع النهائي وانتهت في 1 ديسمبر مع النهائي لحسم بطل دوري أبطال آسيا 2004.

## القوس
|  | ربع النهائي            | ربع النهائي            | ربع النهائي          | ربع النهائي  |    |   | نصف النهائي  | نصف النهائي  | نصف النهائي | نصف النهائي |   |  | النهائي | النهائي | النهائي | النهائي |   |   |   |
|  |                        |                        |                      |              |    |   |              |              |             |             |   |  |         |         |         |         |   |   |   |
|  | نادي داليان شيده       | نادي داليان شيده       | 1                    | 0            | 1  |   |              |              |             |             |   |  |         |         |         |         |   |   |   |
|  | الاتحاد                | الاتحاد                | 1                    | 1            | 2  |   |              |              |             |             |   |  |         |         |         |         |   |   |   |
|  | الاتحاد                | الاتحاد                | 1                    | 1            | 2  |   | الاتحاد      | الاتحاد      | 2           | 2           | 4 |  |         |         |         |         |   |   |   |
|  |                        |                        |                      |              |    |   | الاتحاد      | الاتحاد      | 2           | 2           | 4 |  |         |         |         |         |   |   |   |
|  |                        | جونبك هيونداي موتورز   | جونبك هيونداي موتورز | 1            | 2  | 3 |              |              |             |             |   |  |         |         |         |         |   |   |   |
|  | نادي العين             | نادي العين             | جونبك هيونداي موتورز | 1            | 2  | 3 | 0            | 1            | 1           |             |   |  |         |         |         |         |   |   |   |
|  | نادي العين             | نادي العين             |                      |              |    |   | 0            | 1            | 1           |             |   |  |         |         |         |         |   |   |   |
|  | جونبك هيونداي موتورز   | جونبك هيونداي موتورز   | 1                    | 4            | 5  |   |              |              |             |             |   |  |         |         |         |         |   |   |   |
|  |                        |                        |                      |              |    |   |              |              |             |             |   |  |         |         | الاتحاد | الاتحاد | 1 | 5 | 6 |
|  |                        |                        | نادي سونغنام         | نادي سونغنام | 3  | 0 | 3            |              |             |             |   |  |         |         |         |         |   |   |   |
|  | نادي سونغنام           | نادي سونغنام           | 6                    | 5            | 11 |   |              |              |             |             |   |  |         |         |         |         |   |   |   |
|  | نادي الشارقة           | نادي الشارقة           | 0                    | 2            | 2  |   |              |              |             |             |   |  |         |         |         |         |   |   |   |
|  | نادي الشارقة           | نادي الشارقة           | 0                    | 2            | 2  |   | نادي سونغنام | نادي سونغنام | 0           | 2           | 2 |  |         |         |         |         |   |   |   |
|  |                        |                        |                      |              |    |   | نادي سونغنام | نادي سونغنام | 0           | 2           | 2 |  |         |         |         |         |   |   |   |
|  |                        | باختاكور طشقند         | باختاكور طشقند       | 0            | 0  | 0 |              |              |             |             |   |  |         |         |         |         |   |   |   |
|  | نادي الوحدة (الإمارات) | نادي الوحدة (الإمارات) | باختاكور طشقند       | 0            | 0  | 0 | 1            | 0            | 1           |             |   |  |         |         |         |         |   |   |   |
|  | نادي الوحدة (الإمارات) | نادي الوحدة (الإمارات) |                      |              |    |   | 1            | 0            | 1           |             |   |  |         |         |         |         |   |   |   |
|  | باختاكور طشقند         | باختاكور طشقند         | 1                    | 4            | 5  |   |              |              |             |             |   |  |         |         |         |         |   |   |   |

## ربع النهائي
الفريق المضيف للمحطة الأولى يظهر أولا. نتيجة الفريق المضيف للمحطة الأولى يظهر أولا لكلا المحطتين.
| الفريق الأول           | إجم. | الفريق الثاني        | مباراة الذهاب | مباراة الإياب |
| ---------------------- | ---- | -------------------- | ------------- | ------------- |
| نادي العين             | 1–5  | جونبك هيونداي موتورز | 0–1           | 1–4           |
| نادي داليان شيده       | 1–2  | الاتحاد              | 1–1           | 0–1           |
| نادي الوحدة (الإمارات) | 1–5  | باختاكور طشقند       | 1–1           | 0–4           |
| نادي سونغنام           | 11–2 | نادي الشارقة         | 6–0           | 5–2           |

### المحطة الأولى
| نادي داليان شيده | 1–1 | الاتحاد           |
| ---------------- | --- | ----------------- |
| زو جي 66'        |     | Mario Carević 25' |

| نادي العين | 0–1 | جونبك هيونداي موتورز   |
| ---------- | --- | ---------------------- |
|            |     | Luís André Gomes 90+3' |

| نادي سونغنام | 6–0 | نادي الشارقة |
| --- | --- | ------------ |
| كم دو هن 20' · لي كي هيونج 49' · إدواردو فرانسيسكو دا سيلفا نيتو 52'، 65' (ر.ج.) · Do Jae-Joon 81' · دينيس لاكتيونوف 89' |     |              |

| نادي الوحدة (الإمارات) | 1–1 | باختاكور طشقند   |
| ---------------------- | --- | ---------------- |
| Antonin Koutouan 10'   |     | آلدار ماغديف 85' |

### المحطة الثانية
| جونبك هيونداي موتورز                                                             | 4–1 | نادي العين    |
| -------------------------------------------------------------------------------- | --- | ------------- |
| Nam Kung-Do 53' · باولو رينك 69' · Luís André Gomes 90+1' · بارك دونج هيوك 90+3' |     | رامي يسلم 88' |

فاز جيونبوك هيونداي موتورز 5–1 في الإجمالي.
| الاتحاد     | 1–0 | نادي داليان شيده |
| ----------- | --- | ---------------- |
| رضا تكر 68' |     |                  |

فاز الاتحاد 2–1 في الإجمالي.
| باختاكور طشقند                                                              | 4–0 | نادي الوحدة (الإمارات) |
| --------------------------------------------------------------------------- | --- | ---------------------- |
| أنورجان سولييف 21' · فلاديمير شيشيلوف 44'، 90' · Abdullah Salem 86' (هـ.ذ.) |     |                        |

فاز باختاكور 5–1 في الإجمالي.
| نادي الشارقة                                      | 2–5 | نادي سونغنام                                                                                       |
| ------------------------------------------------- | --- | -------------------------------------------------------------------------------------------------- |
| Simba Ndaye 44' · أندرسون دي كارفاليو باربوسا 66' |     | إدواردو فرانسيسكو دا سيلفا نيتو 11'، 25' · مارسيلو ماسيدو 20' · كم دو هن 32' · دينيس لاكتيونوف 74' |

فاز سيونغنام إيلهوا تشونما 11–2 في الإجمالي.

## نصف النهائي
الفريق المضيف للمحطة الأولى يظهر أولا. نتيجة الفريق المضيف للمحطة الأولى يظهر أولا لكلا المحطتين.
| الفريق الأول | إجم. | الفريق الثاني        | مباراة الذهاب | مباراة الإياب |
| ------------ | ---- | -------------------- | ------------- | ------------- |
| الاتحاد      | 4–3  | جونبك هيونداي موتورز | 2–1           | 2–2           |
| نادي سونغنام | 2–0  | باختاكور طشقند       | 0–0           | 2–0           |

### المحطة الأولى
| الاتحاد                         | 2–1 | جونبك هيونداي موتورز |
| ------------------------------- | --- | -------------------- |
| محمد نور 27' · حمد المنتشري 87' |     | رافائيل بوتي 85'     |

| نادي سونغنام | 0–0 | باختاكور طشقند |
| ------------ | --- | -------------- |
|              |     |                |

### المحطة الثانية
| جونبك هيونداي موتورز              | 2–2 | الاتحاد                             |
| --------------------------------- | --- | ----------------------------------- |
| باولو رينك 32' · رافائيل بوتي 43' |     | تشيكو 68' (ركل.) · أسامة المولد 89' |

فاز الاتحاد 4–3 في الإجمالي.
| باختاكور طشقند | 0–2 | نادي سونغنام                                       |
| -------------- | --- | -------------------------------------------------- |
|                |     | كم دو هن 37' · إدواردو فرانسيسكو دا سيلفا نيتو 56' |

فاز سيونغنام إيلهوا تشونما 2–0 في الإجمالي.

## النهائي
الفريق المضيف للمحطة الأولى يظهر أولا. نتيجة الفريق المضيف للمحطة الأولى يظهر أولا لكلا المحطتين.
| الفريق الأول | إجم. | الفريق الثاني | مباراة الذهاب | مباراة الإياب |
| ------------ | ---- | ------------- | ------------- | ------------- |
| الاتحاد      | 6–3  | نادي سونغنام  | 1–3           | 5–0           |

### المحطة الأولى
| الاتحاد     | 1–3 | نادي سونغنام                                            |
| ----------- | --- | ------------------------------------------------------- |
| رضا تكر 28' |     | دينيس لاكتيونوف 26' · كم دو هن 80' · Jang Hak-Young 88' |

### المحطة الثانية
| نادي سونغنام | 0–5 | الاتحاد                                                                  |
| ------------ | --- | ------------------------------------------------------------------------ |
|              |     | رضا تكر 29' · حمزة إدريس 45+4' · محمد نور 56'، 78' · مناف أبو شقير 90+5' |

فاز الاتحاد 6–3 في الإجمالي.